# Geschichte des Reisens
Die Geschichte des Reisens beginnt mit der Sesshaftwerdung des Menschen. Zuvor waren noch alle Menschen Jäger und Sammler und hatten keinen festen Wohnsitz. Sie führten ständig Ortswechsel durch, vor allem wegen ihres Nahrungsbedarfs. Dieses Verhalten wird noch nicht als Reisen bezeichnet (ebenso wie das Verhalten von heute lebenden Menschen ohne festen Wohnsitz).

## Antike
Wahrscheinlich waren Wallfahrten die ersten echten Reisen. Für das alte Ägypten sind Wallfahrten zu den Tempeln der Gottheiten nachgewiesen. Bei den Griechen wurde zwischen Arbeit und Freizeit unterschieden, wobei Freizeit mit „schole“ und die Arbeit mit der Negation von Muße „a-scholia“ bezeichnet wurde.
Die höheren Schichten der griechischen Gesellschaft mussten keine körperliche Arbeit verrichten (Sklavenhaltergesellschaft) und konnten daher durch Lernen, Nachdenken und Gespräche (Rhetorik) Wissen und Weisheit erlangen. Aber auch die Sklaven und die Unterschicht verfügten über freie Zeit, die sie an ca. 60 Tagen im Jahr bei Olympischen Spielen oder anderen Festen verbrachten.
Auch das Reisen im Römischen Reich spielte eine bedeutende Rolle. Bei den Römern wurde der Begriff für Arbeit „neg-otium“ aus dem Begriff für Muße „otium“ abgeleitet. Die herrschende „Otium-Schicht“ hatte die Aufgabe, den Staat zu lenken, und konnte auch individuellen Annehmlichkeiten nachgehen. Die römische Oberschicht pflegte die Freizeit am Land oder am Meer zu verbringen und reiste dazu in ihre Villa urbana oder auch Villa maritima. Zahlreiche Villen befanden sich in Kampanien, rund um Rom und im nördlichen Teil der Adria, wie in Barcola bei Triest. Die Plebejer verfügten aufgrund der wirtschaftlichen Weiterentwicklung und der Sklavenhalterei ebenfalls über individuelle Freizeit, wobei die „Sprengkraft dieser freien ungebundenen Zeit von den Herrschenden bald erkannt wurde“. Aus diesem Grund organisierten sie „Brot und Spiele“ oder Wagenrennen im Circus Maximus, öffentliche Bäder sowie Parks und Sportarenen entstanden und veränderten auch architektonisch sichtbar das Stadtbild von Rom. Zu diesen Spielen reiste man auch von weiter her an, was dann als Reise gesehen werden kann.
Zur Römerzeit reiste man hauptsächlich zu Fuß. Nur wenige Privilegierte konnten sich eine Reise zu Pferd oder mit einem Gespann leisten. Dabei legte man zu Fuß pro Tag zwischen 25 und 35 Kilometer zurück, mit dem Wagen erreichte man bis zu 80 Kilometer und mit dem Pferd sogar noch etwas mehr. Die kaiserliche Post, der „cursus publicus“ bewältigte sogar bei eiligen Kurieren mehr als 200 Kilometer pro Tag.
Die Lage der Raststationen und Herbergen war auf das Straßennetz und die Bedürfnisse der Reisenden abgestimmt. An jeder Fernstraße gab es Raststationen und Herbergen, wo Pferde ausgewechselt, Wagen repariert und Reisende versorgt werden konnten. Dabei unterschied man zwischen „mansiones“, „stationes“, „mutationes“ und „hospitia“.
Die „mansiones“ (Einzahl: mansio) oder „stationes“ (Einzahl: statio) waren bereits sehr gut ausgestattete Gasthäuser mit Einkehr- und Übernachtungsmöglichkeiten, Stallungen und Versorgungslagern. „mansiones“ dienten ursprünglich zur Versorgung einer kaiserlichen Reisegesellschaft und „stationes“ waren die Dienstgebäude der Straßenpolizei.
An besonderen Stellen wie Flussübergängen oder Pässen gab es noch die „hospitia“. Sie boten auch für längere Zeit Unterkunft, wenn das Passieren des besonderen Streckenabschnittes nicht möglich war. Ansonsten war die erlaubte Aufenthaltsdauer in den an der Straße gelegenen Unterkünften auf maximal drei Tage begrenzt.
Die Römer pflegten ihr Straßennetz im gesamten Reich. Das war für die rasche Verlegung von Truppen ebenso wichtig für die Kurierdienste. Profitiert haben davon aber auch die Pilger und Geschäftsreisenden.
Schiffsreisen führten vor allem im Mittelmeerraum zu den Provinzen der Römer. Das Mittelmeer wurde weniger als trennendes Element empfunden denn als verbindender Verkehrsweg, als „Mare Nostrum“. Man weiß auch von der Reisetätigkeit der ersten Christen, insbesondere der Apostel, die Kleinasien, Griechenland bereisten und bis nach Rom kamen. Doch gab es ausgedehnte Schiffsreisen, die bis an die Atlantikküste des heutigen Frankreichs und nach Großbritannien führten.

## Vom Niedergang Roms bis zum Beginn des Mittelalters

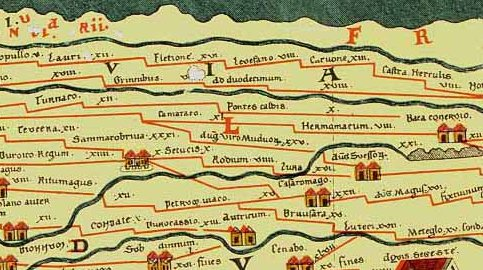
Ausschnitt aus der Tabula Peutingeriana

Nach dem Ende der römischen Herrschaft in Westeuropa verfielen die meisten Straßen. Eine Zeit lang gab es noch durch Reste des oströmischen Reiches in Italien (Ravenna, Aquileia) Reisewege. Dann folgte die Völkerwanderung. Nach der Völkerwanderung erholten sich die Länder nur langsam von ihren wirtschaftlichen und politischen Niedergängen.
Doch schon früh entwickelte sich zunächst aus kirchlichen Motiven eine rege Missionsreisetätigkeit, andererseits ein blühender Wallfahrts-Fremdenverkehr. Die Reliquien des Heiligen Jakobus sollen der Legende nach in Galicien, Nordspanien, in einem Boot an Land gespült worden sein und vom Einsiedler Pelagius 813 oder 822 am Berg Liberedón nach der Erscheinung himmlischer Lichter begraben worden sein: am campus stellae, dem Sternenfeld, heute Santiago de Compostela. Als maurische Heere 997 das Jakobusheiligtum zerstörten, setzte eine quasi politisch motivierte Wallfahrtsbewegung ein: Santiago de Compostela wurde zur christlichen Wallfahrtsstätte. Diese galt es zu bewahren, und man begann aus ganz Europa auf speziellen Wegen Wallfahrten zur organisieren: auf dem Jakobsweg.
Die wichtigsten Pilgerstraßen führten über Maria Einsiedeln entlang der Alpen nach Südfrankreich, wo von Norden her eine Straße von Maastricht, Brüssel und Paris kam. So zusammengeführt folgte der Weg über die Pyrenäen nach Spanien über Roncesvalles und Pamplona, Puente la Reina und Santo Domingo de la Calzada nach León und eben nach Santiago de Compostela.
In Deutschland waren zum Beispiel die Reliquien vom St. Wolfgang und Bischof Ulrich von Augsburg bereits Mitte des 10. Jahrhunderts Ziel von Pilgern. Dann setzten auch Reisen nach Rom ein. Hier waren es aber nicht nur Pilger, sondern auch Geschäftsleute und Touristen. Man reiste über die Alpen auf der Frankenstraße (Cisa-Pass, Pisa, San Miniato, Siena, Bolsena).

## Das Mittelalter
Entlang dieser Pilgerwege entstanden Handelszentren, die wiederum Handelsreisende hervorbrachten. Seewege entwickelten sich zu Reisewegen, hier sei die Seerepublik Venedig erwähnt. Die „Serenissima“ hatte regelmäßige Schiffsverbindung mit Konstantinopel; einer der großen Reisenden des ausgehenden Mittelalters war der Venezianer Marco Polo, der – nach eigenen Angaben – auf dem Landweg nach China reiste.
Pilger waren bis vor wenigen Jahrhunderten auf Kost und Logis in kirchlichen Herbergen angewiesen, da sie meist über kein Vermögen verfügten (Siehe auch: Martin Luthers Romreise (1510–1511)). Reisen im heutigen Sinne war lange Zeit dem wohlhabenden Teil der Bevölkerung vorbehalten. Insbesondere Reisen zu Bildungszwecken waren weitgehend ein Privileg des Adels, der seine Söhne auf sogenannte Kavaliersreisen schickte, sowie später ein Privileg des gehobenen Bürgertums. Erholungsreisen waren nicht bekannt. Diese kamen erst im 19. Jahrhundert auf – Thomas Cook gilt als der Erfinder der Pauschalreise, was aber angezweifelt wird.

## Neuzeit
Matthäus Merian war Anfang des 17. Jahrhunderts ein großer Wegbereiter der Reiseliteratur. So brachte er Reisebücher zu den fernöstlichen Ländern heraus.
Die meisten Menschen vermieden es bis zur Neuzeit, zu reisen. Dies änderte sich nun. Es begannen Forschungsexpeditionen, Bildungsreisen und später auch Urlaubsreisen.

### Entdecker und Forscher
Christoph Kolumbus eröffnete mit der Wiederentdeckung der „Neuen Welt“ 1492 eine neue Dimension der Seereisen. Nach Kolumbus setzte eine Serie von Seereisen ein: Vasco da Gama entdeckte den Seeweg nach Indien, Ferdinand Magellan umsegelte als erster die Welt;
Alexander von Humboldt zählt zu den bekanntesten Forschern um 1800 und gilt als Mitbegründer der Geographie als empirischer Wissenschaft.

### Die Grand Tour des Adels
Hauptartikel: Grand Tour
Im 16. Jahrhundert kam in britischen Adelskreisen die sog. Grand Tour (Kavaliersreise) in Mode. Man schickte den Nachwuchs auf eine meist mehrjährige Reise nach Europa und insbesondere Italien, wo er seine Bildung und Sprachkenntnisse erweitern, Kontakte knüpfen sowie Prestige und Weltläufigkeit erwerben sollte. Später wurde diese Institution auch vom Adel anderer europäischer Staaten und schließlich von bürgerlichen Schichten aufgegriffen.
Schon bald blühten Herbergen und Gasthöfe entlang der Reisestrecken. Adelige Führungsschichten schufen so die Voraussetzungen dafür, dass Wegstrecken und die innere Sicherheit verbessert, Sommerresidenzen ausgebaut, Stadtzentren und Heilbäder gebildet werden konnten.
Die Briten wurden zu „Pionieren des Massentourismus“, denn je mehr sie zu einer mächtigen Kolonialmacht wurden, desto zahlreicher reisten sie in die großen Städte Italiens.

### Bürgerliches Reisen
Im Zeitalter der Romantik (1795–1840) vergrößerte sich die Zahl der Reisenden erheblich. Es kamen jene hinzu, die eine „Sehnsucht nach dem Unendlichen“ verspürten, sich vergnügen und selbst finden wollten. Dies entsprach der Denkweise dieses Zeitalters.
Da man in dieser Zeit sehr naturverbunden war, entdeckte man die Alpen als Reiseziel. So entstand 1857 der erste alpine Verein in England, der Alpine Club. Wandervereine gründeten sich, für die die Erkenntnis Goethes galt: „man reist ja nicht um anzukommen, sondern um zu reisen“.
Die Geschäftswelt entdeckte nun auch, dass mit der steigenden Reiselust Gewinne erzielt werden konnten. In diesem Aufschwung wurde 1827 der erste deutsche Verlag für Reisehandbücher von Karl Baedeker gegründet. Da die Infrastruktur nicht genügend ausgebaut war, erlangten die Reisehandbücher eine hohe Bedeutung, denn sie enthielten wichtige Tipps und Informationen für die Reisevorbereitung. Bis dahin hatten vor allem zahlreiche Reisetagebücher diesem Zweck gedient, die von Reisenden selbst verfasst und dann oft auch gedruckt wurden. 1841 folgte die wahrscheinlich erste touristische Gruppenreise, die von Thomas Cook organisiert wurde. Im Jahr 1845 gründete Thomas Cook dann das erste Reisebüro in Leicester, England. 1863 wurde das erste Reisebüro in Deutschland von Carl Stangen in Breslau eröffnet. Dieses bot 1873 Reisen nach Ägypten an und 1878 sogar Weltreisen.
Mit Beginn der Industrialisierung versuchte das neue Bürgertum (Kapitalbürgertum) das adlige Freizeitverhalten zu kopieren (Theaterbesuche, Reisen), doch war es aber auch den neuen Zwängen der Leistungsgesellschaft und des Kapitalismus unterworfen.
Durch dieses Verhalten der neuen städtischen Bürgerschicht wandte sich der klassische Adel neuen Tourismusräumen zu: dem Meer und dem Hochgebirge als neues Sommerfrischeziel. Aufenthalte am Meer hatten bis dorthin lediglich medizinische Gründe. Der Adel entdeckte allerdings abgelegene Fischerdörfer bzw. einzelne Küstenabschnitte als Segregationsziele. Der sportlich und wissenschaftlich motivierte Alpintourismus wurde durch Rousseaus „Zurück zur Natur“ sowie durch die Gründung diverser Alpenvereine (1862: Österreichischer Alpenverein und 1869: Deutscher Alpenverein, 1873 Zusammenschluss der beiden Vereine zum Deutschen und Österreichischen Alpenverein DOeAV) gefördert.
Als 1870 der Schilauf in der Schweiz erfunden wurde, weitete sich der Alpentourismus auch auf den Winter aus, wobei klassische „Wintertourismuszentren“ entstanden. Die Zeiten vor dem Ersten Weltkrieg und der Zwischenkriegszeit sind durch die klassische Sommerfrische geprägt: die Arbeiter erhalten Urlaubsregelungen und Urlaubsgeld in der Absicht, durch ihr Freizeitverhalten den Fremdenverkehr zu finanzieren. Die geographische Richtung dieses Freizeitverhaltens konzentriert sich auf das „Landleben“, wobei die Erreichbarkeit mit dem eigenen Automobil oder Motorrad Bedeutung erlangt. Am Land selbst spielt die „Urlaubstreue“ zur Gastfamilie/Gasthaus eine wichtige Rolle.
1891 startete der deutsche Geschäftsmann Albert Ballin von Hamburg aus ins Mittelmeer mit dem Schiff Augusta Victoria. Das erste weltweite Kreuzfahrtschiff war die 1901 gebaute Prinzessin Victoria Luise. Dies war der Beginn der Kreuzfahrtschiffsreisen.

### Wandernde Gesellen
Seit dem Mittelalter bis heute vertieften Gesellen ihr Wissen und Können, indem sie von einem Meister zum nächsten wanderten. Diese Zeit nennt man Wanderjahre.

## Reisen im 20. Jahrhundert
Im 19. und 20. Jahrhundert war das Reisen zwar nicht mehr das Privileg der Wohlhabenden, dennoch waren die einfachen Arbeiter weitestgehend davon ausgeschlossen. Dies ist auf die industrielle Revolution und die damit einhergehenden Bedingungen der Arbeiter zurückzuführen. Die Löhne waren sehr niedrig, die Arbeitszeit betrug oft 15 Stunden und mehr pro Tag, selbst am Sonntag musste gearbeitet werden und Urlaub gab es selten. Trotz dieser schlechten Bedingungen für Arbeiter erkannten die Politiker nicht das große Bedürfnis nach Urlaub. Sie waren der Ansicht, dass körperliche Tätigkeit der Gesundheit nicht schaden würde und die Arbeiter daher auch keine Erholung benötigten. Beamte hingegen leisteten nur geistige Arbeit und seien somit nicht körperlich ausgelastet. Für sie sei demzufolge ein Erholungsurlaub gerechtfertigt.
1895 gründete sich die Gruppe der Naturfreunde, die sich dafür einsetzten, dass die Arbeiter sich wenigstens an den Sonn- und Feiertagen erholen konnten. Außerdem organisierten die Naturfreunde Tagesausflüge zu nahe gelegenen Zielen, nachdem die Arbeiter den Erfolg hatten, sich für einen kurzen Jahresurlaub durchgesetzt zu haben. Trotzdem blieben sie bis in die 1930er Jahre hinein weit davon entfernt, ihre Träume von einer etwas länger andauernden Reise zu verwirklichen. Dies wussten die Nationalsozialisten auszunutzen, indem sie einen sechs- bis zwölftägigen Jahresurlaub gewährten. Dadurch konnten sie eine Vielzahl an Arbeitern als Wähler gewinnen. Es wurde behauptet, dass dieser Jahresurlaub rechtsverbindlich sei, jedoch traf dies erst ab 1963 zu.
Diese neue Richtung des Tourismus war durch die Industrielle Revolution und den technischen Fortschritt (Eisenbahn und Dampfschiff) möglich geworden: Hohe Kapazitäten konnten bei hoher Geschwindigkeit und geringen Kosten befördert werden. So konnten auch untere soziale Schichten innerhalb eines Tages größere Distanzen überwinden (Ausflugs-, Bade- und Kurfremdenverkehr).
Die Nationalsozialisten gründeten die Organisation „Kraft durch Freude“ (KdF). Durch diese wurden zu sehr günstigen Preisen attraktive Reisen angeboten, die sich auch die Arbeiter mit ihrem niedrigen Lohn leisten konnten. Mit dem gewährleisteten Jahresurlaub und der Organisation „KdF“ schufen die Nationalsozialisten eine riesige Reisewelle.
Aber der aufkommende Tourismus wird auch als politisches Mittel eingesetzt: Am 1. Mai 1933 verhängte die nationalsozialistische deutsche Regierung eine Tausend-Mark-Sperre gegen Österreich, um das Nachbarland, das zuvor die NSDAP verboten hatte, wirtschaftlich zu schwächen. Die Freizeit im Nationalsozialismus wurde durch den Staat organisiert und reglementiert: Freizeitorganisationen „Kraft durch Freude“, die „Hitler-Jugend“, der „Bund Deutscher Mädel“ gewährleisteten, dass alle Teile der Bevölkerung freizeitmäßig organisiert waren. Diese Tradition des staatlichen Angebots an Urlaubsangeboten wird im Tourismus in der DDR fortgesetzt.
Anfang der 1950er Jahre erhielt die Wirtschaft nach dem Zweiten Weltkrieg einen riesigen Aufschwung. Der Glaube an „Wohlstand für alle“ wuchs von Jahr zu Jahr. Die Versandhändler Neckermann und Quelle sowie der ADAC, die zunächst gar nicht zu der Branche des Tourismus gehörten, brachten plötzlich sehr günstige Reiseangebote auf den Markt. Dies schafften sie, indem sie ihre Kosten durch billige Hotelhochbauten im Ausland sehr niedrig hielten. Dadurch wurden andere Unternehmen ebenfalls gezwungen, ihre Angebotspreise zu senken; so wurde die allgemein angesprochene Masse immer größer.
Nach den Wirren des Zweiten Weltkrieges gab es während der Wiederaufbauzeit bzw. der Besatzungszeiten keine Möglichkeit der Freizeitorganisation. Erst in der wirtschaftlichen Aufschwungsphase der 1960er Jahre entstanden „Boom-Faktoren“ und Voraussetzungen für die spätere Tourismuswirtschaft:
- Erhöhung des Realeinkommens: Urlaub als neues gesellschaftliches Prestige für alle Gesellschaftsschichten und Wertewandel durch sinkende Arbeitszeit
- Urbanisierung: fördert ein Ausbrechen aus belastenden Stressfaktoren (Urlaub=Ventil) und Wandel der Berufsstruktur durch Anstieg des Dienstleistungssektors
- Mobilisierung: als Ansatz zum Massentourismus. Ausgleichsfunktion aus der Anonymität der Großstadt „Die Attraktivität der Ferne hat etwas mit der Deklassierung der Nähe zu tun“ bzw. „Lohnt es sich noch anzukommen?“
- demographische Gründe: hoher Anteil älterer gebildeter Reicher
- das Flugzeug wurde zunehmend zu einem bedeutenden Verkehrsmittel des Tourismus und ab den 1970er Jahren sanken die Preise für Flugtickets

Durch diese Boomfaktoren war ein Prototyp der modernen Urlaubsreise entstanden. Industrielle Serienfertigung, Standardisierung, arbeitsteilige Produktion und hohe Stückzahl pro Einheit waren auch Bedingung und Notwendigkeit für den modernen Pauschaltourismus. In diesem Prozess haben Reiseveranstalter Funktionen übernommen, die über jene eines normalen Produzenten hinausgehen: sie bieten den weltweiten Transport, die Lösung auftretender Urlaubsprobleme sowie die Organisation der Urlaubssituationen (Cluburlaub, Incentive).

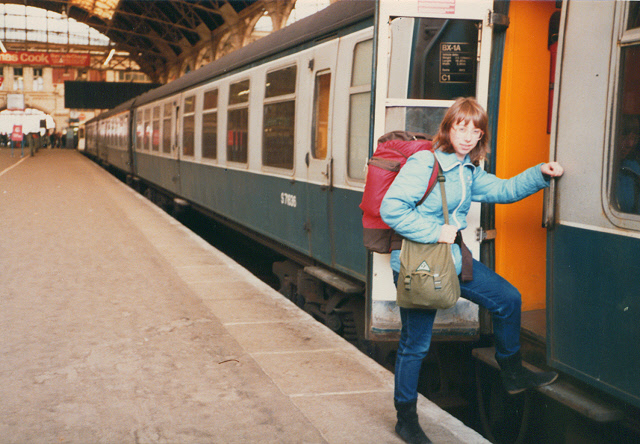
Interrail-Reisende 1985

Als Gegenentwurf der klassischen Familien- und Pauschalreisen, die sich in Europa während der 1950er und 1960er Jahre entwickelt hatten, etablierte sich unter jungen Menschen der 68er-Bewegung der Hippie trail als alternative Reiseform. Dabei gewann das Reisen im Wohnmobil, per Anhalter und per InterRail an Bedeutung.
Mit der Einführung von Billigfluggesellschaften wurden auch Kurz- und Fernreisen für eine breitere Gesellschaftsschicht erschwinglich.